# عين الرحى (إيمغيلان العليا)
عين الرحى هو دُوَّار يقع بجماعة الصميعة، إقليم تازة، جهة فاس مكناس في المملكة المغربية. ينتمي الدوّار لمشيخة إيمغيلان العليا التي تضم 9 دواوير. يقدر عدد سكانه بـ 193 نسمة حسب الإحصاء الرسمي للسكان والسكنى لسنة 2004.

## روابط خارجية
- البوابة الوطنية للجماعات الترابية نسخة محفوظة 12 مارس 2018 على موقع واي باك مشين.
- المندوبية السامية للتخطيط